# Харвест (Алабама)
Харвест (енгл. Harvest) насељено је место без административног статуса у америчкој савезној држави Алабама.

## Демографија
По попису из 2010. године број становника је 5.281, што је 2.227 (72,9%) становника више него 2000. године.
| Група             | 2000.         | 2010.         |
| Белци             | 2.317 (75,9%) | 3.198 (60,6%) |
| Афроамериканци    | 573 (18,8%)   | 1.676 (31,7%) |
| Азијати           | 34 (1,1%)     | 63 (1,2%)     |
| Хиспаноамериканци | 30 (1,0%)     | 163 (3,1%)    |
| Укупно            | 3.054         | 5.281         |